# Stephan Conermann
Stephan Conermann (* 1964 in Kiel) ist ein deutscher Islamwissenschaftler.
Er studierte an den Universitäten Kiel und Poznan/Polen Mittlere, Neuere und Asiatische Geschichte sowie Slavische und Orientalische Philologie. Nach der Promotion im Fach Orientalische Philologie/Islamwissenschaft 1996 und der Habilitation 2001 (Venia legendi für das Fach Islamwissenschaft) in Kiel folgte er 2003 einem Ruf auf eine Professur (C4) für Islamwissenschaft an die Universität Bonn. Conermann wirkte in zahlreichen Gremien der akademischen Selbstverwaltung mit, darunter im Senat der Universität und als Prodekan für Forschung und Internationales der Philosophischen Fakultät. Von 2015 bis 2021 war er als Prorektor für Internationales Teil des Rektorats der Universität Bonn. Er war Leiter der Abteilung für Islamwissenschaft und Nahostsprachen des Instituts für Orient- und Asienwissenschaften und stand Letzterem mehrmalig als Geschäftsführender Direktor vor. Seit Juni 2023 ist er Dekan der Philosophischen Fakultät der Universität Bonn.
Conermann ist in zahlreichen universitären Zentren, wissenschaftlichen Verbänden und Verbundprojekten aktiv. Zuletzt wirkte er unter anderem als Sprecher der DFG-Kollegforschergruppe 1362 „Geschichte und Gesellschaft der Mamlukenzeit (1250–1517)“, stellvertretender Sprecher des Sonderforschungsbereiches 1167 „Macht und Herrschaft – Vormoderne Konfigurationen in transkultureller Perspektive“ und Vorstandsmitglied des DFG-Schwerpunktprogramms 1981 „Transottomanica: Osteuropäisch-osmanisch-persische Mobilitätsdynamiken“. Seit 2019 ist der Sprecher des Exzellenzclusters 2036 „Beyond Slavery and Freedom. Asymmetrical Dependencies in Pre-modern Societies“, an dessen Einwerbung er federführend mitgewirkt hat.
Er ist Herausgeber mehrerer Schriftenreihen, unter anderem der „Bonner Islamstudien“ (BIS), „Bonner Asienstudien“ (BAS), „Bonner islamwissenschaftlichen Hefte“ (BiH), „Narratio Aliena“, „Mamluk Studies“ und „Dependency und Slavery Studies“ und betreut für das Online-Rezensionsportal sehepunkte als Fachredakteur die Bereiche „Islamische Welten“ und „Sklaverei- und Abhängigkeitsforschung“. Er ist Organisator zahlreicher Kongresse und Symposien und Autor oder (Mit-)Herausgeber einer Vielzahl von Monographien, Sammelbänden, Aufsätzen und Rezensionen.
Conermann forscht an den Beispielen des Mamluken- und Delhisultanates, der Mogulzeit sowie des Crossroads-Raumes „Transottomanica“ schwerpunktmäßig zu narrativen Strategien in historiographischen Texten, Übergangsepochen, Mobilität und Immobilität, globalgeschichtlichen Verflechtungen, Phänomenen von Macht und Herrschaft, asymmetrischen Abhängigkeitsverhältnissen, Sklaverei und Postkolonialismus.

## Publikationen (Auswahl)
- zusammen mit Roberto Hofmeister Pich, Mariana Paes und Paolo Terra (Hrsg.): Current Trends in Slavery Studies in Brazil. Berlin / Boston 2022.
- zusammen mit Jeannine Bischoff (Hrsg.): Slavery and Other Forms of Asymmetrical Dependencies: Semantics and Lexical Fields. Berlin / Boston 2022.
- zusammen mit Gül Şen (Hrsg.): The Mamluk-Ottoman Transition II. Continuity and Change in Egypt and Bilād al-Shām in the Sixteenth Century. Göttingen 2022.
- zusammen mit Toru Miura (Hrsg.): Studies on the History and Culture of the Mamluk Sultanate (1250–1517). Göttingen 2021.
- zusammen mit Anna Kollatz (Hrsg.): Macht bei Hofe. Narrative Darstellungen in ausgewählten Quellen. Ein interdisziplinärer Reader. Berlin 2020.
- zusammen mit Reuven Amitai (Hrsg.): The Mamluk Sultanate in Regional and Transregional Contexts. Göttingen 2019.
- (Hrsg.): Mamluk historiography revisited – narratological perspectives. Göttingen 2018.
- (Hrsg.): Wozu Geschichte? Historisches Denken in vormodernen historiographischen Texten. Ein transkultureller Vergleich. Berlin 2017.
- Mamlukica. Studies on the History and Society of the Mamluk Period/Studien zu Geschichte und Gesellschaft der Mamlukenzeit. Göttingen 2013.
- (Hrsg.): Ubi sumus? Quo vademus? Mamluk Studies – State of the Art. Göttingen 2013.
- (Hrsg.): Modi des Erzählens in nicht-abendländischen Texten. Berlin 2009.
- zusammen mit Syrinx von Hees (Hrsg.): Islamwissenschaft als Kulturwissenschaft. I. Historische Anthropologie – Ansätze und Möglichkeiten. Schenefeld 2007.
- Das Mogulreich. Geschichte und Kultur des muslimischen Indien. München 2006.
- Historiographie als Sinnstiftung. Indo-persische Geschichtsschreibung während der Mogulzeit (932–1118/1516–1707). Wiesbaden 2002.
- Muṣṭafá Maḥmúd (geb. 1921) und der modifizierte islamische Diskurs im modernen Ägypten. Berlin 1996.
- Die Beschreibung Indiens in der „Riḥla“ des Ibn-Baṭṭūṭa. Aspekte einer herrschaftssoziologischen Einordnung des Delhi-Sultanates unter Muḥammad Ibn-Tuġluq. Berlin 1993.